# Tulumella unidens
Tulumella unidens is een bronkreeftjessoort uit de familie van de Tulumellidae. De wetenschappelijke naam van de soort is voor het eerst geldig gepubliceerd in 1988 door Bowman & Iliffe.